# Паралакхемунди
Паралакхемунди (англ. Paralakhemundi) — город в индийском штате Орисса. Административный центр округа Гаджапати. Средняя высота над уровнем моря — 145 метров. По данным всеиндийской переписи 2001 года, в городе проживало 42 991 человек, из которых мужчины составляли 51 %, женщины — соответственно 49 %. Уровень грамотности взрослого населения составлял 69 % (при общеиндийском показателе 59,5 %). Уровень грамотности среди мужчин составлял 77 %, среди женщин — 61 %. 11 % населения было моложе 6 лет.